# Плавання на літніх Олімпійських іграх 2020 — естафета 4x100 метрів вільним стилем (чоловіки)
Змагання з плавання в естафеті 4x100 метрів вільним стилем серед чоловіків на літніх Олімпійських іграх 2020 відбулися 25 і 26 липня 2021 року в Олімпійському центрі водних видів спорту. Це була тринадцята поява цієї дисципліни на Олімпійських іграх. Уперше її провели в 1964 і 1972 роках, а потім на кожній Олімпіаді починаючи з 1984 року.

## Рекорди
Перед цими змаганнями чинні світовий і олімпійський рекорди були такими:
| Світовий рекорд     | - США (USA) - Майкл Фелпс (47.51) - Гаррет Вебер-Гейл (47.02) - Каллен Джонс (47.65) - Джейсон Лезак (46.06) | 3:08.24 | Пекін, Китайська Народна Республіка | 11 серпня 2008 | [ 2 ] [ 3 ] |
| Олімпійський рекорд | - США (USA) - Майкл Фелпс (47.51) - Гаррет Вебер-Гейл (47.02) - Каллен Джонс (47.65) - Джейсон Лезак (46.06) | 3:08.24 | Пекін, Китайська Народна Республіка | 11 серпня 2008 | [ 2 ] [ 3 ] |

## Кваліфікація
На Олімпійські ігри кваліфікувалися збірні, що посіли перші 12 місць у цій дисципліні на Чемпіонаті світу з водних видів спорту 2019. Додатково кваліфікувалися 4 збірні, що показали найкращі результати на затверджених кваліфікаціїних змаганнях під час кваліфікаційного періоду (від 1 березня 2019 до 30 травня 2020 року).

## Формат змагань
Змагання складаються з двох раундів: попередні запливи та фінал. Збірні, що показали 8 найкращих результатів у попередніх запливах, виходять до фіналу. У тому разі, коли на останнє місце потрапляння до фіналу претендують дві чи більше збірні з однаковим часом, передбачено перепливання.

## Розклад
Змагання тривають два дні, кожний раунд наступного дня.
Часовий пояс - японський стандартний час (UTC + 9)
| Дата     | Час   | Раунд             |
| -------- | ----- | ----------------- |
| 25 липня | 20:30 | Попередні запливи |
| 26 липня | 12:05 | Фінал             |

## Результати

### Попередні запливи
Збірні, що показали 8 найкращих результатів незалежно від запливу, виходять до фіналу.
| Місце | Заїзд | Доріжка | Країна                | Плавці                                                                                                 | Час     | Примітки |
| ----- | ----- | ------- | --------------------- | --- | ------- | -------- |
| 1     | 1     | 5       | Італія (ITA)          | Алессандро Мірессі (47.46) Санто Кондореллі (47.90) Лоренцо Дзадзері (47.29) Мануель Фріго (47.64)     | 3:10.29 | Q, NR    |
| 2     | 2     | 4       | США (USA)             | Брукс Керрі (48.84) Блейк П'єроні (47.71) Боув Беккер (47.59) Зак Еппл (47.19)                         | 3:11.33 | Q        |
| 3     | 2     | 5       | Австралія (AUS)       | Кемерон Макевой (49.18) Зак Інсерті (47.64) Александер Грем (48.44) Кайл Чалмерс (46.63)               | 3:11.89 | Q        |
| 4     | 1     | 6       | Франція (FRA)         | Клеман Міньйон (48.58) Максім Груссе (47.41) Шарль Ріу (48.27) Мегді Метелла (48.09)                   | 3:12.35 | Q        |
| 5     | 1     | 3       | Бразилія (BRA)        | Брено Коррея (48.67) Педро Спаярі (48.15) Габріель Сантос (48.43) Марсело Черігіні (47.34)             | 3:12.59 | Q        |
| 6     | 2     | 6       | Угорщина (HUN)        | Кріштоф Мілак (48.56) Себастьян Сабо (48.44) Річард Бохуш (48.27) Нандор Немет (47.46)                 | 3:12.73 | Q        |
| 7     | 2     | 2       | Канада (CAN)          | Брент Гейден (48.51) Джошуа Льєндо (47.67) Руслан Ґазієв (49.04) Юрі Кісіл (47.78)                     | 3:13.00 | Q        |
| 8     | 1     | 4       | Росія (RUS)           | Владислав Гриньов (48.39) Андрій Мінаков (47.48) Володимир Морозов (48.13) Олександр Щеголєв (49.13)   | 3:13.13 | Q        |
| 9     | 2     | 3       | Велика Британія (GBR) | Метью Річардс (48.23) Джеймс Ґай (48.03) Джо Літчфілд (49.41) Джекоб Віттл (47.50)                     | 3:13.17 |          |
| 10    | 1     | 7       | Сербія (SRB)          | Велімір Степанович (48.74) Андрей Барна (47.50) Урош Ніколіч (48.94) Нікола Ачин (48.53)               | 3:13.71 | NR       |
| 11    | 1     | 8       | Польща (POL)          | Кароль Островський (48.67) Кацпер Майхшак (49.02) Конрад Черняк (48.51) Якуб Краска (47.68)            | 3:13.88 | NR       |
| 12    | 2     | 1       | Нідерланди (NED)      | Нілс Корстаньє (49.15) Стан Пейненбург (47.35) Том Де Бур (49.39) Єссе Пютс (48.18)                    | 3:14.07 |          |
| 13    | 1     | 1       | Японія (JPN)          | Накамура Кацумі (48.56) Сьоура Сінрі (48.63) Акіра Намба (48.66) Кайя Секі (48.59)                     | 3:14.44 |          |
| 14    | 2     | 7       | Швейцарія (SUI)       | Роман Мітюков (48.46) Нільс Лісс (49.17) Ное Понті (48.62) Антоніо Дьякович (48.40)                    | 3:14.65 |          |
| 15    | 1     | 2       | Греція (GRE)          | Андреас Вазайос (48.65) Крістіан Голомєєв (47.95) Одіссеус Меланідіс (49.69) Апостолос Хрістоу (49.00) | 3:15.29 |          |
| 16    | 2     | 8       | Німеччина (GER)       | Даміан Вірлінг (48.96) Маріус Кюш (48.71) Крістоф Фільдербрандт (48.72) Ян Ерік Фрізе (48.95)          | 3:15.34 |          |

### Фінал
| Місце | Доріжка | Країна          | Плавці                                                                                                | Час     | Примітки |
| ----- | ------- | --------------- | --- | ------- | -------- |
| 1     | 5       | США (USA)       | Кайлеб Дрессел (47.26) Блейк П'єроні (47.58) Боув Беккер (47.44) Зак Еппл (46.69)                     | 3:08.97 |          |
| 2     | 4       | Італія (ITA)    | Алессандро Мірессі (47.72) Томас Чеккон (47.45) Лоренцо Дзадзері (47.31) Мануель Фріго (47.63)        | 3:10.11 | NR       |
| 3     | 3       | Австралія (AUS) | Метью Темпл (48.07) Зак Інсерті (47.55) Александер Грем (48.16) Кайл Чалмерс (46.44)                  | 3:10.22 |          |
| 4     | 1       | Канада (CAN)    | Брент Гейден (47.99) Джошуа Льєндо (47.51) Юрі Кісіл (47.15) Маркус Тормеєр (48.17)                   | 3:10.82 | NR       |
| 5     | 7       | Угорщина (HUN)  | Кріштоф Мілак (48.24) Себастьян Сабо (47.44) Річард Бохуш (47.81) Нандор Немет (47.57)                | 3:11.06 | NR       |
| 6     | 6       | Франція (FRA)   | Максім Груссе (47.52) Флоран Маноду (47.62) Клеман Міньйон (48.01) Мегді Метелла (47.94)              | 3:11.09 |          |
| 7     | 8       | Росія (RUS)     | Андрій Мінаков (47.71) Владислав Гриньов (47.94) Володимир Морозов (48.15) Климент Колесников (48.40) | 3:12.20 |          |
| 8     | 2       | Бразилія (BRA)  | Брено Коррея (48.69) Педро Спаярі (48.24) Габріель Сантос (48.76) Марсело Черігіні (47.72)            | 3:13.41 |          |